# Joseph Ageorges
Pour les articles homonymes, voir Ageorges.
Joseph Ageorges, né le 10 mars 1877 à Crozon-sur-Vauvre et mort le 27 mai 1957 dans le 15e arrondissement de Paris, est un journaliste et écrivain catholique français. Auteur d'une cinquantaine d'ouvrages historiques, littéraires ou religieux, il est primé à plusieurs reprises par l'Académie française et la Société des gens de lettres.

## Biographie
Joseph Jean Baptiste Ageorges naît le 10 mars 1877 à Crozon-sur-Vauvre, dans l'Indre. Il est l'aîné des six enfants de Sylvain Ageorges, instituteur, et de Marie-Jeanne Aumont, et le frère d'Arthur Ageorges, docteur en médecine mort le 27 avril 1944 au cours d'un bombardement à Villeneuve-le-Roi, où une rue porte son nom.
Étudiant à La Sorbonne, il y prépare le concours d'entrée à l'École normale supérieure, qu'il ne peut présenter en raison d'une maladie.
Le 16 octobre 1906 à Seix il épouse l'écrivaine Marguerite d'Escola. Le couple a un fils, Jacques Ageorges (1907-1951).
Mobilisé pendant la Première Guerre mondiale, il remplit les fonctions de secrétaire d'état-major au 90e régiment d'infanterie, puis au Bureau franco-américain de l'État-major de l'Armée du 1er janvier 1915 à juillet 1918. Réformé en 1918, il bénéficie d'une pension et une lettre de félicitations de l'État-major de l'Armée lui est adressée pour les services rendus pendant la guerre.
Proche du mouvement de la Démocratie chrétienne tout en restant sur un terrain non politique, il écrit régulièrement dans le journal l'Aube, dans la revue Le Sillon et dans l'hebdomadaire La Vie catholique fondé en 1924 par Francisque Gay. Au cours de sa carrière, il collabore à deux cents journaux dans le monde et publie 4 000 chroniques. Il est aussi correspondant pour La Libre Belgique.
Il est notamment l'auteur de plusieurs ouvrages de fiction et d'essais historiques, dont  plusieurs sont primés par l'Académie française. 

### Situations diverses, fonctions électives
- Chargé de mission au Cabinet du Ministre des Finances pendant quatre ans.
- Directeur du Bureau des informations religieuses rattaché au Commissariat de l'Information.
- Président d'honneur du Syndicat des Journalistes français (1954).
- Vice-président de l'Association française des Rédacteurs en chef.
- Vice-président de la Fédération Internationale des Rédacteurs en chef.
- Vice-président de l'Académie du Centre
- Secrétaire général du Bureau international des journalistes catholiques pendant 29 ans .
- Président de la Fédération internationale des Rédacteurs en chef[8].

## Distinctions honorifiques
- Chevalier de la Légion d'Honneur le 21 Janvier 1936, en qualité d'homme de lettres
- Officier de l'Ordre du Christ : 20 septembre 1925
- Officier de l'Étoile de Roumanie : 31 mai 1928
- Médaille Benemereuté : 8 décembre 1930
- Chevalier de l'Ordre de Saint-Grégoire-le-Grand : 29 Janvier 1931
- Croix d'or Benemereuté : 1933
- Chevalier de l'ordre de la République espagnole le 4 mars 1936 (à la suite d'une mission : le bénéficiaire avait été chargé de porter des distinctions françaises à des personnalités espagnoles en 1935)
- Officier de la Légion d'Honneur le 16 décembre 1953, en qualité de journaliste[9].

## Publications
- Les contes de mon oncle Paterne : contes et légendes du Berry, avec Marcel Lecoultre et Fernand Maillaud (illustration), Éditions Delagrave, 1906[10].
- L'enclos de George Sand, Éditions Grasset, 1910, Prix Marcelin Guerin[7].
- Conte du moulin brûlé, avec Fernand Maillaud (illustration), 1911.
- La Marche montante d'une génération, 1890-1910, histoire de quelques sous-officiers et de plusieurs généraux, 1912.
- Les Hommes utiles. Le docteur Bordes-Pagès, le travail d'un homme et la marche de quelques idées, Librairie des Saints-Pères, 1913[11].
- La renaissance de la tragédie, 1919.
- Une famille française au XIXe siècle[12], Éditions Duvivier, 1920, Prix Monthyon[7] 1921.
- Le procès Caillaux vu du plafond par un anti-caillautiste, 1920.
- Le théâtre religieux, 1922.
- La Métapsychique et la Préconnaissance de l'avenir, 1923.
- Le cardinal Mercier, 1926.
- Sur les chemins de Rome, Éditions Denoël, 1936, Prix Fabien[7].
- Les émotions d’une vie chrétienne, 1937.
- La Vierge sur le fleuve, Éditions Denoël, 1937.
- Voyages sur la terre et dans la lune, 1939.
- Le Cardinal Verdier, chef spirituel, 1940.
- Le message de Lacordaire, 1941.
- Le père janvier, 1941.
- La sublime folie de Charles Peguy, 1941.
- Une histoire et une épopée. L'ACJF de sa fondation à nos jours, Casterman, 1942.
- L'Amérique vue de Paris, 1945.
- Saint-Martin, 1949.

## Postérité
Une rue de la commune de La Châtre (Indre) est nommée en son honneur.
Une rue de Montgivray (Indre) porte également son nom.